# Detlef Scharf
Detlef Scharf (* 14. Oktober 1956 in Bremen-Vegesack) ist ein deutscher Politiker (CDU). Er war von Juli 2022 bis Juni 2023 Mitglied der Bremischen Bürgerschaft.

## Biografie
Scharf ist seit 1989 als selbständiger Versicherungsmakler tätig. Seit 2012 betreibt er ein eigenes Unternehmen im Sektor Brandschutz. Er ist verheiratet und hat zwei Kinder.

### Politik
Scharf ist seit 2003 Mitglied der CDU. Er ist seit 2003 Beisitzer des CDU-Stadtbezirksvorstands Vegesack sowie seit 2004 Beisitzer im CDU-Kreisvorstand Bremen-Nord. Von 2003 bis 2015 war er Beiratsmitglied im Beirat Vegesack und dort ab 2004 Sprecher der CDU-Beiratsfraktion. Im Beirat war Mitglied im Ausschuss Bildung, Kultur und Sport sowie Stadtentwicklung, Tourismus und Wirtschaft. 2010 wurde er Mitglied der Deputation für Arbeit und Gesundheit und im Jahr 2011 der Deputation für Soziales. Von 2015 bis 2019 gehörte er der Bremischen Stadtbürgerschaft an. 2019 wurde er Mitglied der Deputation für Sport.
Am 19. Juli 2022 rückte er für Christoph Weiss in die Bremische Bürgerschaft nach. Bei der Bürgerschaftswahl in Bremen 2023 erhielt er kein Mandat mehr und schied aus der Bürgerschaft aus. Zudem war er Vorsitzender des Landesfeuerwehrverbandes Bremen.